# Brissus unicolor
Brissus unicolor är en sjöborreart som först beskrevs av Nathanael Gottfried Leske 1778.  Brissus unicolor ingår i släktet Brissus och familjen lyrsjöborrar. Inga underarter finns listade i Catalogue of Life.